# Haplothrips aculeatus
Espèce
Haplothrips aculeatus (le thrips long du riz) est une espèce d'insectes thysanoptères de la famille des Phlaeothripidae.

## Synonymes
- Anthothrips aculeatus Fabricius
- Haplothrips cephalotes Bagnall, 1913
- Phloeothrips albipennis Burmeister, 1838
- Phloeothrips japonicus Matsumura, 1899
- Phloeothrips oryzae Matsumura, 1899
- Thrips aculeatus Fabricius, 1803
- Thrips frumentarius Beling, 1872

## Distribution
- Eurasie